# Four Year Strong
I Four Year Strong sono un gruppo musicale statunitense formatosi a Worcester, Massachusetts nel 2001. Il gruppo è costituito dai cantanti e chitarristi Dan O'Connor e Alan Day, dal bassista Joe Weiss e dal batterista Jackson Massucco. Il gruppo ha pubblicato sei album.

## Storia

### Formazione eIt's Our Time(2001-2006)
I Four Year Strong si sono formati a Worcester, Massachusetts nel 2001 da Dan O'Connor, Alan Day, Jake Massucco e Joe Weiss, attualmente nella band, e da Josh Lyford. Dan O'Connor, Alan Day e Jake Massucco frequentavano tutti la Doherty Memorial High School a Worcester e si incontrarono tramite amici comuni. Il nome del gruppo non ha un vero e proprio significato: deriva dal testo di una canzone dei The Get Up Kids, Michelle with One "L", che recita "five year strong", a cui hanno sostituito la prima parola. Pubblicarono il primo studio album, It's Our Time, non molto dopo la formazione della band. Il numero di copie prodotte era limitato a 400. Successivamente la band registrò un demo nel 2006, che conteneva le prime versioni delle canzoni che poi sarebbero state pubblicate su Rise or Die Trying.

### Rise or Die Trying,Explain It All(2006-2009)
Rise or Die Trying, uscito nel 2007 per l'etichetta I Surrender Records raggiunse la posizione 31 sulla classifica Billboard Heatseekers nella sua settimana di debutto. Sull'onda della crescente popolarità, la band firmò per la Decaydance Records nel febbraio 2008.
Il 21 luglio 2009, i Four Year Strong pubblicarono l'album di cover intitolato Explains It All. Il lavoro vede la partecipazione con invitati di Keith Buckley degli Every Time I Die, Travis McCoy dei Gym Class Heroes, e JR e Buddy dei Less Than Jake. La band spiegò il concept dietro l'album sulla loro pagina MySpace dicendo: "Questa è la musica con cui siamo cresciuti. Ognuno ha le sue canzoni che istantaneamente lo riportano a quando era giovane. [...] Queste canzoni in un modo o nell'altro ci hanno condizionato e noi vogliamo condividere quella sensazione con voi."

### Enemy of The World(2010-2011)
Il terzo album della band, Enemy of the World, fu pubblicato il 9 marzo 2010 su Universal Motown Records. It Must Really Suck to Be Four Year Strong Right Now fu scelto come primo singolo e pubblicato il 21 dicembre 2009. Il titolo della canzone si rifà all'ultima frase di una recensione su Alternative Press, in cui veniva elogiato l'ultimo album dei Set Your Goals, mentre si rimarcava che il futuro dei Four Year Strong sarebbe stato duro al confronto. L'album ha venduto 12,400 copie nella prima settimana, debuttando alla posizione 47 della Billboard 200.

### L'uscita di Josh Lyford,In Some Way, Shape, or Forme pausa (2011–2013)
Il 3 aprile 2011 venne annunciata l'uscita Josh Lyford dalla band. Inizialmente, sembrava che Lyford avesse scelto di lasciare per concentrarsi sul suo altro progetto, i Foxfires. Invece, successivamente sia Lyford sia Alan Day confermarono che la band avesse deciso di eliminare i sintetizzatori dal loro sound. Il 13 aprile 2011, in un'intervista su Alternative Press, la band rivelò di essere nel bel mezzo della registrazione del loro quarto album con il produttore David Bendeth nella House of Loud, nel New Jersey. Il cantante Alan Day inoltre affermò che il nuovo materiale era molto diversificato e differente da tutto ciò che avevano scritto prima.
Il 18 agosto 2011, la band pubblicò Stuck in the Middle, una nuova canzone dal cd in uscita, annunciando il titolo dell'album: In Some Way, Shape or Form, e la data di pubblicazione: 8 novembre 2011. Il primo singolo ufficiale, Just Drive, fu invece pubblicato il 27 settembre.
Il 15 maggio 2012, i Four Year Strong si separarono dall'etichetta Universal Motown/Universal Republic. Nonostante questo, la band rimase attiva suonando al Warped Tour, e successivamente insieme ai Blink-182 nel loro tour nel Regno Unito e in Irlanda. Nel 2013, alcune voci congetturavano su un loro scioglimento. O'Connor infatti era sposato con sua moglie da due anni e Day fondò gli The Here and Now, una band alternative/blues che pubblicò un EP quello stesso anno. Intervistato da PropertyOfZack, Day parlò più che altro di una pausa, dicendo "Questa è la prima volta in cinque anni o più che ci stiamo prendendo una pausa di tre settimane dal tour... Non ci stiamo assolutamente sciogliendo. Molti pensano così, ma non so perché lo stiano dicendo. Solo perché quest'anno non siamo passati per tre volte dalla la tua città, non significa che ci stiamo sciogliendo."

### La firma conPure Noise Records,Go Down in HistoryEP e il self-titled album (2014–2016)
Durante la loro vacanza annuale a Worcester, nel 2013, i Four Year Strong annunciarono di stare lavorando su nuovo materiale. Il 27 maggio 2014, la band annunciò un nuovo EP intitolato Go Down in History, che sarebbe stato pubblicato su Pure Noise Records il 22 luglio 2014. L'EP ricevette critiche positive, apprezzato soprattutto per il ritorno al loro sound caratteristico.
Al loro concerto annuale a Worcester, i Four Year Strong annunciarono un nuovo album che sarebbe uscito nel 2015. Il 2 aprile 2015, la band rese pubblico l'artwork e la tracklist del loro album che si sarebbe chiamato semplicemente Four Year Strong, con data di pubblicazione 2 giugno 2015. L'album fu prodotto dal chitarrista dei Converge, Kurt Ballou. Il cantante/chitarrista Dan O' Connor che l'album era “uno dei dischi più crudi mai scritti da noi, semplicemente noi che suoniamo. Niente cazzate al computer. Fatto per cantare e fare head banging.”
Il 9 aprile 2015 pubblicarono il nuovo singolo We All Float Down Here, seguito da I'm a Big, Bright, Shining Star e Eating My Words rispettivamente il 27 aprile e il 13 maggio. L'album fu reso disponibile in streaming il 27 maggio.

### Il sesto albumBrain Paine la riedizione diEnemy of the World(2020–2023)
Il 28 febbraio 2020 è uscito il sesto album in studio Brain Pain.
Il 17 febbraio 2023 è uscita una riedizione dell'album contenente quattordici tracce di Enemy of the World ri-registrate.
Il 7 novembre esce il singolo Dead End Friend. Il 21 novembre pubblicano Holiday Special Live, un album dal vivo registrato in occasione del Natale 2020 e trasmesso in livestream.

### Il settimo albumAnalysis Paralysis(2024–oggi)
Il 9 agosto 2024 esce il settimo album Analysis Paralysis.

## Stile musicale
Il sound della band può essere descritto come un mix tra pop punk e hardcore punk (easycore). La band ha sviluppato il suo sound semplicemente dall'idea di suonare "esattamente quello che vogliamo sentire" o la musica che avrebbero voluto sentire ma che nessuno suonava al tempo.

## Formazione

### Formazione attuale
- Dan O'Connor – voce, chitarra (2001-presente)
- Alan Day – voce, chitarra (2001-presente)
- Joe Weiss – basso, cori (2004-presente)
- Jake Massucco – batteria (2001-presente)

### Ex componenti
- Josh Lyford – tastiera, scream (2006–2011)

## Discografia

### Album in studio
- 2005 – It's Our Time
- 2007 – Rise or Die Trying
- 2010 – Enemy of the World
- 2011 – In Some Way, Shape or Form
- 2015 – Four Year Strong
- 2020 – Brain Pain
- 2024 – Analysis Paralysis

### Album di cover
- 2009 – Explains It All

### Album dal vivo
- 2023 – Holiday Special Live

### Raccolte
- 2017 – Some of You Will Like This, Some of You Won't

### EP
- 2001 – All the Lonely Girls
- 2003 – The Glory
- 2006 – Rise or Die Trying (Unmixed)
- 2010 – It's Not the Size of the 7"... It's How You Use It
- 2011 – AP Tour Fall 2011
- 2014 – Go Down in History

### Demo
- 2004 – 3-Track Demo
- 2005 – 5-Track Demo

### Singoli
- 2009 – It Must Really Suck to Be Four Year Strong Right Now
- 2010 – Wasting Time (Eternal Summer)

### Apparizioni in compilation
- Punk the Clock Vol. III: Property of a Gentleman, con Heroes Get Remembered, Legends Never Die (Alternative Version)
- Take Action! Vol. 7, con Heroes Get Remembered Legends Never Die (Music video)
- The Sounds of Summer Sampler Vol. 2, con Bada Bing! Wit' a Pipe!
- Warped Tour 2008 Tour Compilation, con Bada Bing! Wit' a Pipe!
- A Tribute to Blink 182: Pacific Ridge Records Heroes of Pop-Punk, con Dumpweed (cover dei Blink-182)
- Punk Goes Pop 2, con Love Song (cover di Sara Bareilles)
- Warped Tour 2012 Tour Compilation, con Not to Toot My Own Horn But, Beep Beep
- 2018 Warped Tour Compilation, con For Our Fathers

## Videografia
Video musicali
- 2007 – Heroes Get Remembered, Legends Never Die
- 2008 – Bada Bing! Wit' a Pipe!
- 2010 – It Must Really Suck to be Four Year Strong Right Now
- 2010 – Tonight We Feel Alive (On a Saturday)
- 2011 – Stuck in the Middle
- 2011 – Just Drive